# Chiesa di San Costanzo (Capri)
La chiesa di San Costanzo, chiamata anche di Maria Santissima della Libera, è una chiesa monumentale di Capri: al suo interno viene venerato il patrono dell'isola di Capri, san Costanzo ed è stata cattedrale della diocesi caprese dal 987 al 1560; è sede parrocchiale.

## Storia
La data precisa di costruzione della chiesa resta ancora un'incognita, ma è una delle più antiche dell'isola di Capri: alcuni storici sostengono che un primo impianto sia già esistito nel V secolo, edificato sui resti di un edificio romano di epoca tardo repubblicana e formato da otto colonne e due absidi, mentre altri affermano che potrebbe essere stata costruita tra il IX ed il XII secolo. Tuttavia una primitiva chiesa doveva sicuramente esistere quando fu creata la diocesi di Capri nel 987, periodo in cui fu profondamente rinnovata, passando da uno stile paleocristiano ad uno bizantino, assumendo la forma a croce greca: inoltre, originariamente, era intitolata a san Severino e solo dopo la morte di san Costanzo, nel VII secolo, ne assunse la denominazione. Importanti lavori di ristrutturazione ci furono nel 1330, quando, per volere del conte Giacomo Arcucci, fu aggiunto il presbiterio e assunse l'architettura tipica gotica; nel 1560 perse la sua funzione di cattedrale, spostata nella chiesa di Santo Stefano.
Nel 1775 la struttura fu notevolmente indebolita a causa del distacco di tre colonne, in giallo antico, per essere utilizzate come pavimentazione nella cappella reale della Reggia di Caserta; altri danni ci furono nel 1928 quando fu costruita la casa del parroco, abbattendo il pronao e modificandone la facciata: proprio a seguito di questo evento, si rese necessario un intervento di ristrutturazione e consolidamento, che durò dal 1932 al 1935, facendo assumere alla chiesa l'aspetto attuale; della vecchia struttura rimane un acquerello dipinto da Giacinto Gigante nel 1840.
Nel 1972 fu intitolata anche a Maria Santissima della Libera, mentre nel 1990 furono effettuati altri lavori di restauro che portano alla luce un pavimento di epoca romana in opus signinum ed un tratto di muro in laterizio del V secolo: tuttavia non si è definito se questi ritrovamenti facessero parte della chiesa o di edifici preesistenti prima della costruzione del tempio.

## Descrizione
La chiesa di San Costanzo si presenta con una facciata molto semplice, che ha assunto il suo aspetto definitivo tra la fine del XIX e l'inizio del XX secolo, quando per far posto all'abitazione del parroco, fu abbattuto il pronao e il timpano triangolare: è divisa in due da una sottile trabeazione e nella parte inferiore, si apre il portale risalente al XIV secolo, sovrastato dallo stemma degli Angioini, mentre in quella superiore si trovano due finestre della casa parrocchiale; tutto termina con una sorta di piccolo timpano ed ai lati delle volute.
L'interno della chiesa è a croce greca, inserita in un quadrato, nelle cui diagonali si aprono quattro cappelle con volta a crociera; nel punto d'incontro dei bracci, con volta a botte, poggiante su quattro archi a sesto rialzato, si apre la cupola. Tutto il perimetro era ornato in origine da dodici colonne, alcune delle quali rimosse per essere utilizzate nella Reggia di Caserta; sul lato sud è posto il presbiterio quadrato del XIV secolo, sul lato ovest è l'abside: probabilmente in origine l'ingresso doveva essere sul lato est, in linea con la zona absidale e solo dopo il restauro trecentesco spostato sul lato nord. Esternamente si trova un piccolo campanile in stile arabo.